# Принц Джордж, герцог Кентський
Принц Джордж, герцог Кентський (Джордж Едвард Александр Едмунд, англ. George Edward Alexander Edmund; 20 грудня 1902 — 25 серпня 1942) — член британської королівської сім'ї, четвертий син короля Георга V і королеви Марії, молодший брат Едуарда VIII і Георга VI. Служив у Королівському флоті в 1920-х роках, а потім деякий час працював державним службовцем. У 1934 році отримав звання герцога Кентського. Наприкінці 1930-х років служив офіцером повітряних сил Великої Британії, спочатку як штатний офіцер у штабі підготовки льотного складу, а потім, з липня 1941 року, як штатний офіцер у відділі забезпечення штабу Генерального інспектора. 25 серпня 1942 року загинув у авіакатастрофі.

## Дитинство
Народився 20 грудня 1902 року в Йоркському котеджі у садибі Сандрінгем в Норфолку, Англія. Його батько, принц Уельський (пізніше король Георг V) — єдиний син, що залишився у короля Едуарда VII і королеви Олександри. Матір'ю Джорджа була принцеса Уельська (пізніше королева Марія), єдина дочка і старша дитина герцога і герцогині Тек. На момент його народження він був п'ятим за лінією престолу, за батьком і трьома старшими братами Едуардом, Альбертом і Генрі.
26 січня 1903 року єпископ Оксфорда Френсіс Педжет охрестив Джорджа в приватній капличці Віндзорського замку.

## Навчання та кар'єра

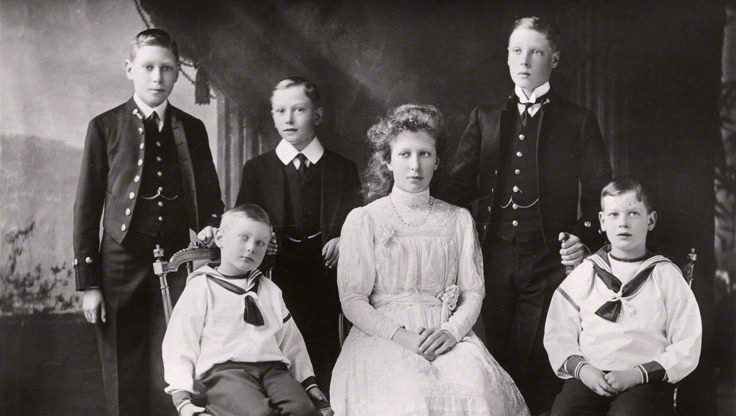
Принц Джордж (крайній справа) зі своїми братами і сестрами в 1912 році

Початкову освіту отримав від особистого викладача. Далі, як і його старший брат — принц Герні (пізніше герцог Глостерський) навчався в підготовчій школі святого Петра (англ. St Peter's Court) в графстві Кент. В тринадцять років розпочав навчання у військово-морській академії в Осборні та, пізніше, в Дартмуті. Отримав звання суб-лейтенанта (15 лютого 1924) та лейтенанта (15 лютого 1926). Служив у військово-морських силах до березня 1929 на лінкорах HMS «Айрон дюк» та HMS «Нельсон».
Після служби на флоті короткий час обіймав посаду в Міністерстві закордонних справ, а потім і в Міністерстві внутрішніх справ, ставши першим членом королівської сім'ї, що працював державним службовцем. Покинувши службу, продовжував отримувати підвищення: до командера (15 лютого 1934 року) і капітана (1 січня 1937 року).
З січня по квітень 1931 принц Джордж разом зі старшим братом, принцом Уельським, здійснили екскурсію по Південній Америці протяжністю 18 000 миль.
23 червня 1936 принца було призначено ад'ютантом свого старшого брата, новоспеченого короля Едуарда VIII. Після зречення престолу останнім, Джордж став ад'ютантом свого іншого старшого брата, Георга VI. 12 березня 1937 року отримав звання полковника британської армії і, таким чином, груп-кептена Королівських ВПС. Того ж дня був призначений головнокомандувачем Королівського полку фузилерів.
У жовтні 1938-го Джорджа призначено генерал-губернатором Австралії на заміну лорду Гоурі. Приступити до виконання обов'язків Джордж мав в листопаді 1939 року, однак 11 вересня 1939-го через початок Другої світової війни призначення було відкладено.
8 червня 1939-го підвищений до контр-адмірала військово-морських сил, генерал-майора британської армії і віце-маршала повітряних сил. На початку Другої світової війни Джордж повернувся до активної військової служби у званні контр-адмірала, недовго працював в Управлінні військово-морської розвідки Британського адміралтейства.

## Особисте життя

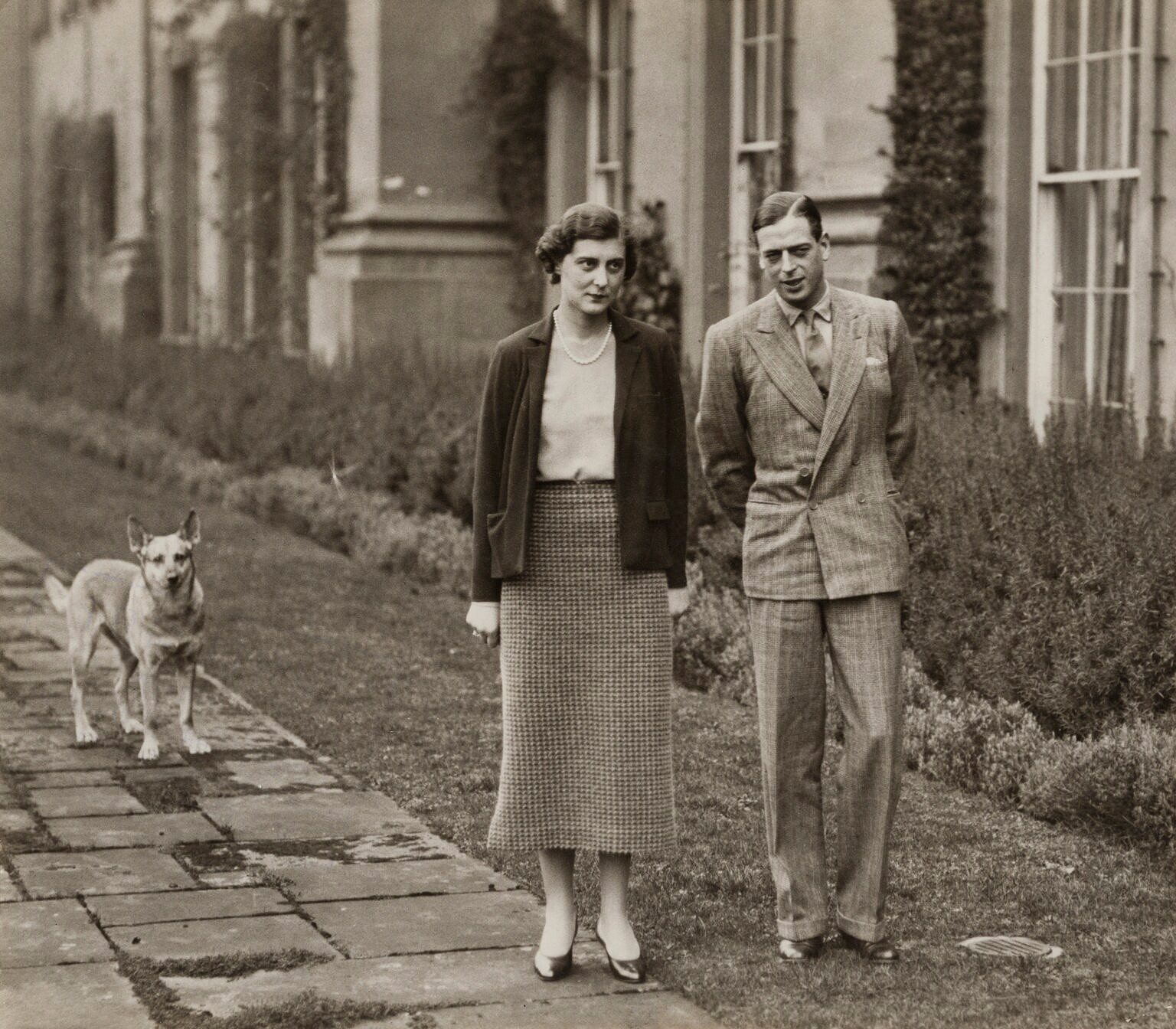
Герцог і герцогиня в 1934 році

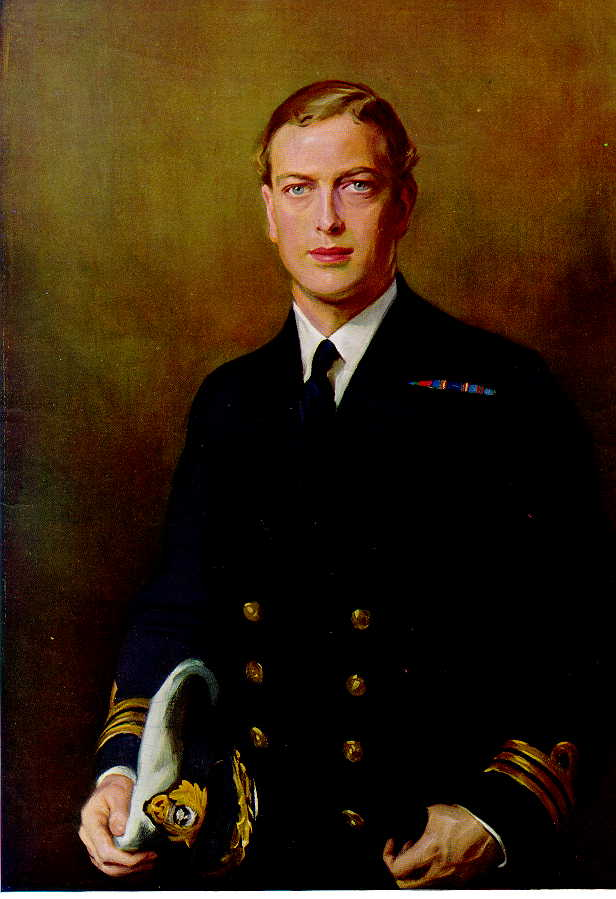
Портрет Джорджа, зроблений Філіпом де Ласло, 1934

12 жовтня 1934 року, перед шлюбом з принцесою Мариною Грецькою, Джордж отримав титул герцога Кентського, графа Сен-Ендрюса та барона Даунпатрік. Пара одружилася 29 листопада 1934 у Вестмінстерському абатстві. У них було троє дітей:
- Принц Едуард, герцог Кентський (народився 9 жовтня 1935 р.)
- Принцеса Олександра, Почесна леді Огілві (народилася 25 грудня 1936 р.)
- Принц Майкл Кентський (народився 4 липня 1942 р.)

Як до, так і після одруження, принц Джордж низку сексуальних зв'язків — як з чоловіками, так і з жінками різного соціального статусу. Найвідомішими його коханцями були: Поппі Барінг (спадкоємиця банківської імперії), Маргарет Уїґам (пізніше герцогиня Аргайл) і Барбара Картланд (яка вважала його батьком своєї дочки).
Також ходили чутки, що він мав сексуальні зв'язки з музичною зіркою Джессі Меттьюс, письменником Сесілом Робертом та драматургом Ноелом Ковардом. Сексуальні стосунки з останнім заперечує партнер Коварда, Грехам Пайн.
Роками існувала думка, що американський видавець Майкл Темпл Кенфілд (1926—1969) був позашлюбним сином Джорджа і Кікі Престон. Згідно з різними джерелами, і брат принца, герцог Віндзорський, і Лора, герцогиня Марлборо, друга дружина Кенфілда, вважали це правдою. Кенфілд був усиновлений американським видавцем Кассом Кенфілдом. У 1953 році Майкл одружився з Кароліною Лі Бувьє, молодшою сестрою Жаклін Бувьє — дружини американського сенатора і майбутнього президента США Джона Ф. Кеннеді.

## Кар'єра у військово-повітряних силах

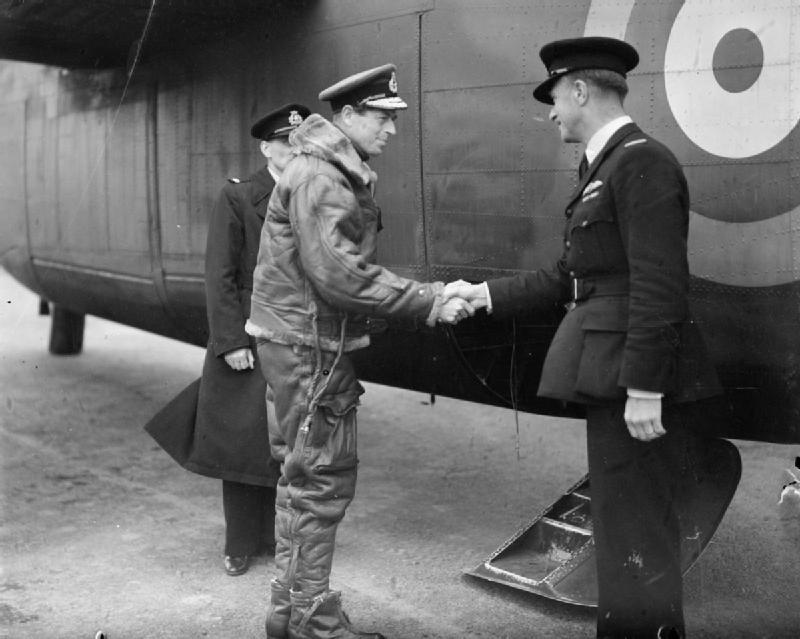
Герцог Кентський перед перельотом над Атлантикою

Ще в юності принц вирішив пов'язати своє життя з авіацією. В 1929-му отримав ліцензію пілота. Першим з королівської сім'ї перетнув Атлантику повітряним шляхом.
У березні 1937 року йому доручили командування Королівськими військово-повітряними силами у званні груп-кептана. Призначений комодором повітряних сил 500-ї ескадрильї допоміжного військово-повітряного корпусу в серпні 1938-го. У червні 1939 року отримав звання віце-маршала ВПС, а також генерального офіцера в двох інших підрозділах збройних сил.
У 1939 році повернувся до активної служби у званні контр-адмірала військово-морських сил, але згодом, у квітні 1940 року, повернувся до ВПС. Тимчасово відмовився від вступу до льотного складу, натомість обійняв посаду у штабі підготовки льотного складу як груп-кептен, пояснюючи тим, що не хоче командувати досвідченішими офіцерами. 28 липня 1941 року отримав звання комодора ВПС у відділі забезпечення штабу Генерального інспектора. Перебуваючи там, здійснював офіційні візити до ВПС, щоб допомогти підняти бойовий дух під час війни.

## Смерть
Загинув 25 серпня 1942 року в віці 39 років, разом з тринадцятьма іншими, що перебували на борту літака ВПС Short Sunderland W4026. Літак врізався в схил пагорба поблизу селища Данбіт, що в Кейтнессі (Шотландія) під час позаробочого перельоту з міста Івенгордона до Ісландії.
За останні 450 років до цього, це був перший випадок, коли член королівської сім'ї помер на активній службі. Похований на Королівському кладовищі у Фрогморі, прямо за мавзолеєм королеви Вікторії. Після смерті, його старший син, шестирічний принц Едвард отримав титул герцога Кентського. Принцеса Марина, дружина Джорджа, народила свою третю дитину, принца Майкла, лише за сім тижнів до трагедії.

## Титули та відзнаки

### Титули
- 1902—1910: Його Королівська Високість Принц Джордж Уельський[26]
- 1910—1934: Його Королівська Високість Принц Джордж
- 1934—1942: Його Королівська Високість Герцог Кентський

На момент смерті, повний титул принца Джорджа звучав як Його Королівська Високість Принц Джордж Едуард Александр Едмунд, Герцог Кентський, Граф Сент-Ендрюса і Барон Даунпатріка, Королівський Лицар Найблагороднішого Ордена Підв'язки, Королівський Лицар Найстародавнішого і Найблагороднішого Ордена Будяка, Лицар Найвидатнішого Ордена Святого Михайла і Георгія, Лицар Королівського Вікторіанського Ордера.
Був покровителем Товариства морських досліджень (1926—1942).

### Відзнаки
- Орден підв'язки (англ. Knight of the Garter, KG), 1923
- Орден Будяка (англ. Knight of the Thistle, KT), 1935
- Найвидатніший орден Святого Михайла і Святого Георгія (англ. Knight Grand Cross of the Order of St Michael and St George, GCMG), 1934
- Королівський Вікторіанський орден (англ. Knight Grand Cross of the Royal Victorian Order, GCVO), 1924
- Королівський вікторіанський ланцюг, (англ. Royal Victorian Chain), 1936

В 1932-му — Королівський лауреат почесного товариства Лінкольнз інн.
| Герб принца Джорджа | Прапор принца Джорджа | Особистий прапор принца Джорджа в Шотландії |